# 邢益臻
邢益臻（Ying Yik Chun，1997年5月1日—），生於香港，香港足球運動員，司職守門員，曾效力台灣企業甲級足球聯賽球會輔大航源。

## 球員生涯
邢益臻生於香港，高中時就讀於荃灣聖芳濟中學常於田徑比賽中得名，拿過香港學界田徑比賽的標槍季軍，也參與籃球、手球及足球校隊，均取得前三成績。於2015年以僑生身份升讀台灣輔仁大學體育學系運動競技組，原先想加入台灣的手球隊伍，惟台灣手球資訊及隊伍的缺乏。因此加入了輔仁大學足球隊，並加盟由輔大足球隊為核心的台甲球會輔大航源，而由於聯賽的冠亞軍球會都沒有申請亞洲足協牌照，故身為季軍的其屬會輔大航源獲後補首度出戰2018年亞協盃分組賽，同時邢益臻獲航源列進出戰分組賽的亞援名額。

## 外部連結
- 航源網頁球員註冊資料